# James Kyson Lee
James Kyson Lee, właściwie Lee Jae Hyeok (kor. 이재혁, ur. 13 grudnia 1975 w Seulu) – amerykański aktor pochodzenia koreańskiego. Znany jest głównie z występów w telewizji.

## Wybrana filmografia
- 2003: JAG – porucznik Pak
- 2004: Raport o zagrożeniach – zabójca Vargas
- 2004: Prezydencki poker – Zheng
- 2006–2010: Herosi – Ando Masahashi
- 2007: Las Vegas – Joon Ho Park
- 2008: Shutter – Widmo – Ritsuo
- 2008: CSI: Kryminalne zagadki Las Vegas – oficer Kwan
- 2011: Hawaje 5-0 – Sean Leung
- 2012–2016: Pora na przygodę! –
  - Trami (głos),
  - Big Destiny (głos)
- 2014: Justified: Bez przebaczenia – Yoon
- 2016: Zwierzęta – zarządca piętra (głos)
- 2016: Agenci NCIS: Los Angeles – James Kang
- 2016: Szkoła rocka – David Kwon
- 2017: Jeździec bez głowy – Mark Wong
- 2017: Elementary – Joey Ng
- 2017: Zabójcze umysły: poza granicami – detektyw Joon-Ho Kim
- 2017: Preacher – technik
- 2017–2019: Między nami, misiami – różne głosy
- 2018–2019: Star Butterfly kontra siły zła – różne głosy
- 2020: Kraina Lovecrafta – Byung-Ho
- 2020: NeXt – Bill Zhai
- 2023: Pora na przygodę: Fionna i Cake –
  - Big Destiny (głos),
  - Handbag Helmet (głos)